# Chemin des Dames

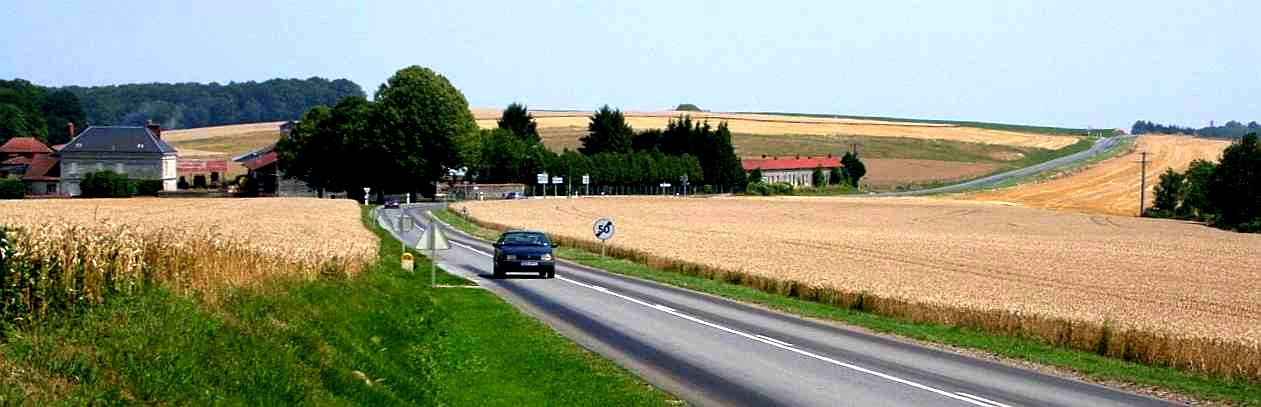
Un tratto dello Chemin des Dames, oggi

Lo Chemin des Dames, letteralmente la "Strada delle Signore", è una strada francese nel dipartimento dell'Aisne: ha inizio all'intersezione fra la strada nazionale 2 e la strada dipartimentale 14, fra Laon e Soissons, incontra la strada dipartimentale 18 e si unisce alla ex strada nazionale 44 (ora dipartimentale 1044) a Corbeny.
Lunga circa trenta chilometri, corre lungo la linea di cresta fra la vallata dell'Ailette e la vallata dell'Aisne.

## Storia
Ebbe la denominazione attuale nel XVIII secolo, quando, stradicciola di campagna, veniva frequentemente percorsa da Adélaïde e Victoire-Louise, figlie di Luigi XV di Francia e dette Dames de France: le principesse, provenendo da Parigi, si recavano al Château de La Bove, nei pressi di Bouconville-Vauclair; il castello apparteneva a Françoise de Châlus, contessa di Narbonne-Lara, già istitutrice di Luigi XV e già dama di compagnia di Adelaide.
Per rendere più agevole il viaggio alle illustri ospiti il conte fece pavimentare la strada e questa ricevette il nuovo nome, che in seguito fu associato a sinistre memorie.

### Guerre napoleoniche
L'importanza strategica del luogo divenne evidente già nel 1814, quando Napoleone alla battaglia di Craonne sconfisse prussiani e russi al prezzo di 5.400 morti fra le giovani reclute delle ultime leve, i Marie-Louise.

### Prima guerra mondiale
Nel corso della prima guerra mondiale lo Chemin des Dames, che si trovava nel settore del fronte occidentale tenuto dalle truppe francesi, fu teatro di sanguinose battaglie fra il 1916 e il 1918. La più nota di esse, la Seconda battaglia dell'Aisne, ebbe luogo fra il 16 e il 25 aprile 1917. Il generale Nivelle, dopo aver accumulato ingenti forze, lanciò l'attacco alla linea tedesca che si stendeva sul crinale percorso dallo Chemin des Dames.
I difensori erano ben protetti su una linea che correva appena sotto la cresta, da cui erano in grado di dominare il terreno circostante. Il primo giorno l'esercito francese, appoggiato da battaglioni senegalesi, perse oltre 40.000 uomini; durante l'intera battaglia le perdite francesi ammontarono a circa 160.000 uomini (80.000 quelle tedesche). Lo spropositato dispendio di vite per un guadagno strategico minimo fu una rovina per Nivelle, già a corto di uomini e di fronte al rischio di ammutinamenti. Il pericolo divenne realtà e le forze francesi ebbero presto necessità di soccorso da parte degli alleati, per cui alcune divisioni dell'esercito britannico furono operative nella zona per i successivi dodici mesi. Lungo tutto lo Chemin des Dames si trovano perciò numerosi monumenti e cimiteri di guerra britannici, oltre che tedeschi e francesi.

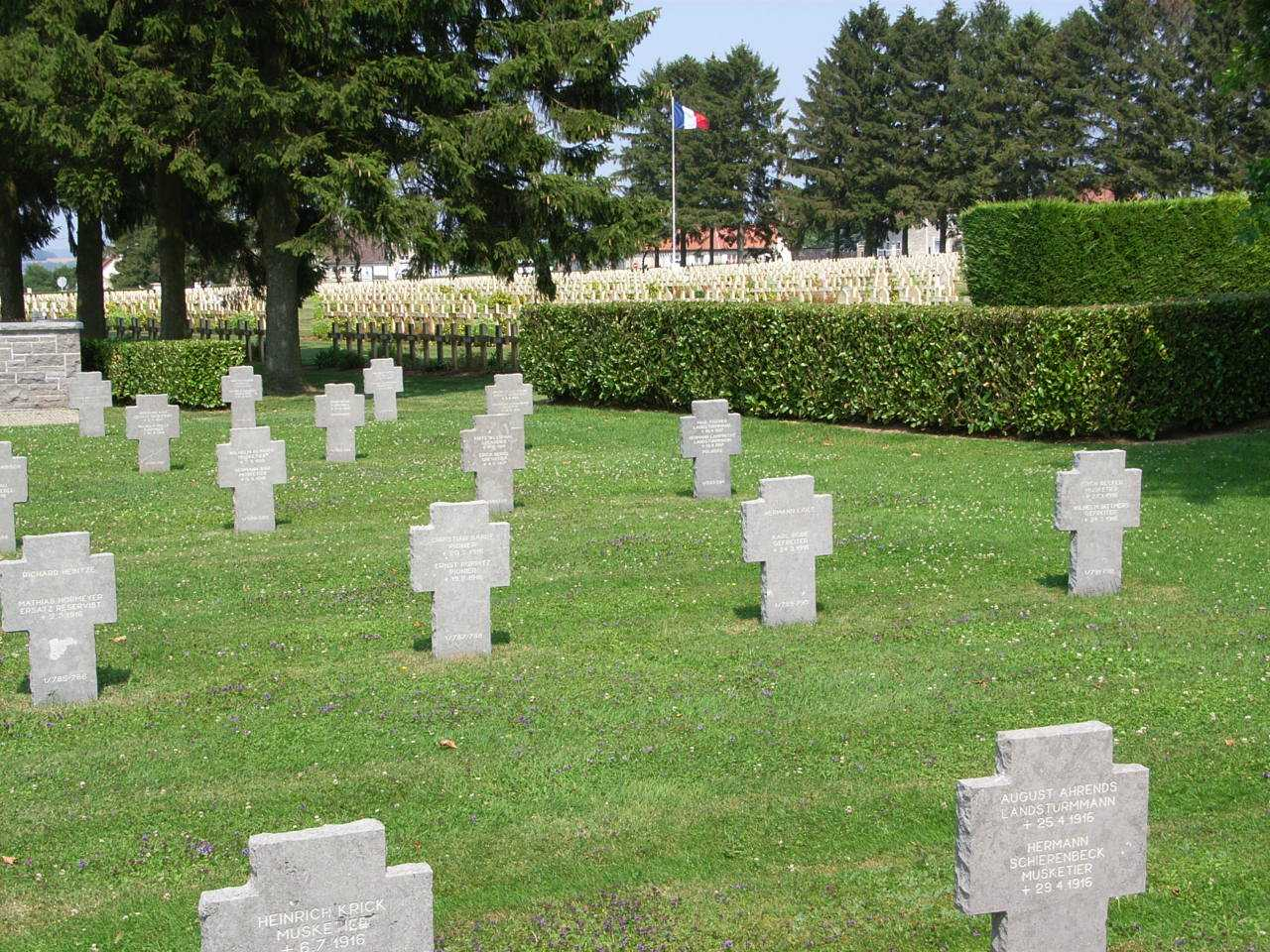
Il cimitero di guerra tedesco e francese di Cerny

Anche truppe italiane del II Corpo d'armata, agli ordini del generale Alberico Albricci, combatterono nella zona, incorporate nella 5ª Armata francese, e parteciparono, nel settembre - ottobre 1918 alla riconquista definitiva dello Chemin des Dames; 593 di questi soldati riposano ancora nel cimitero militare italiano di Soupir.
All'interno dei rilievi della cresta si stende una rete di gallerie che copre circa un chilometro quadrato, chiamata La Caverne du Dragon, originariamente un sistema di tunnel creato nel XVII secolo con lo scavo del calcare da costruzione. Le caverne si trovano a 20-40 metri sotto la superficie, e durante la guerra furono usate sia dai francesi che dai tedeschi come ospedali da campo e posti di comando, talvolta contemporaneamente. I bombardamenti di artiglieria hanno creato delle fenditure in alcune delle volte sovrastanti, fenditure che si possono vedere tutt'oggi.